# Camargo
Camargo je priimek več oseb:
- Ángel Camargo (*1967), kolumbijski kolesar
- Daniel Camargo Barbosa (1930—1994), kolumbijski serijski morilec
- Diego Muñoz Camargo, mehiški kronist
- Fernando Camargo (*1977), kolumbijski kolesar
- Francisco Alonso de Camargo, španski raziskovalec
- Hebe Camargo (1929—2012), brazilska TV voditeljica
- Jean-Baptiste Cupis de Camargo, skladatelj
- Marie-Anne de Cupis de Camargo, plesalka
- Sergio de Camargo (1930—1990), brazilski skladatelj